# 백사유
백사유(白思柔, ? ~ ?)는 고려 전기의 문신이다. 본관은 직산이나 대흥(大興)이라 하나 상당(上黨) 또는 직산(稷山)으로 추정된다. 시호는 문정(文正)이다.

## 생애
973년(광종 24) 왕융(王融)이 지공거(知貢擧)로 진사를 뽑을 때 예부시(禮部試)에 장원으로 급제하여 벼슬이 한림학사(翰林學士)에 이르렀다.
991년(성종 10) 한림학사로 송나라에 가서 『대장경(大藏經)』과 『어제(御製)』를 보내준 데 대해 사례하였다. 이 때, 공목리(孔目吏)인 장인전(張仁詮)이 송나라에 상서(上書)하여 고려의 형편을 고해 바쳤는데, 백사유는 그가 국가 기밀을 누설하였다고 말하여, 장인전이 감히 돌아오지 못하였다. 이에 송나라 황제가 고려로 가는 사신인 직사관(直史館) 진정(陳靖) 등에게 장인전을 데리고 들어가도록 명하고, 또 왕에게 장인전의 죄를 풀어주도록 조서를 보냈다. 왕이 조서의 내용대로 그를 석방하였다.
993년(성종 12)과 995년(성종 14) 두 차례에 걸쳐 예부시(禮部試)의 지공거를 역임할 때 이유현(李維賢)과 이자림(李子琳)을 선발하였다. 

## 가족관계
- 조부 : 백탁(白卓)[6] - 병부시랑(兵部侍郞)
  - 아버지 : 백문색(白文色) - 광평성리(廣評省吏)
    - 부인 : 낭주 최씨(朗州崔氏) - 민휴공(敏休公) 최지몽(崔知夢)의 딸[7]
      - 아들 : 백행린(白行隣) - 낭중(郎中)

## 참고 문헌
- 『국역 동국통감』
- 『고려사』
- 「백씨대동보」, 1982